# رابرت تریت پین
رابرت تریت پین (Robert Treat Paine) (زادهٔ ۱۱ مارس ۱۷۳۱ – درگذشتهٔ ۱۱ مه ۱۸۱۴) وکیل و سیاستمدار آمریکایی و از پدران بنیان‌گذار ایالات متحده آمریکا است که توافق‌نامهٔ انجمن قاره‌ای و اعلامیه استقلال ایالات متحده آمریکا را به عنوان نمایندهٔ ماساچوست امضاء کرد. او به عنوان نخستین دادستان کل ایالت و نیز قاضی وابسته به دادگاه عالی قضایی ماساچوست، در عالی‌ترین دادگاه ایالت خدمت کرد. رابرت پین همچنین عضو مؤسس انجمن لغو پنسیلوانیا بوده و همیشه مخالف برده‌داری بود.

## اوایل زندگی و اجداد
رابرت تریت پین در بوستون، ماساچوست، آمریکای بریتانیا در ۱۱ مارس ۱۷۳۱ چشم به جهان گشود. وی یکی از پنج فرزند کشیش توماس پین و یونیس (تریت) پین بود. پدرش کشیش کلیسای باپتیست فرانکلین رود در ویموث، ماساچوست بود؛ اما با خانواده خود در سال ۱۷۳۰ به بوستون نقل مکان کرد و بعدها در آنجا تاجر شد. مادرش فرزند کشیش ساموئل تریت بوده که پدر وی سرگرد رابرت تریت یکی از مؤسسان اصلی نیوآرک، نیوجرسی بود و بعدها فرماندار کنتیکت شد. خانوادهٔ رابرت تریت پین از سمت خانوادهٔ تریت سابقهٔ طولانی در مستعمرات بریتانیا و از اصل و نسبش از سمت خانوادهٔ پین، به می‌فلاور بر می‌گردد.

## تحصیلات
پین در مدرسه لاتین بوستون تحصیل کرد و در سن چهارده سالگی وارد کالج هاروارد شد و از آن مؤسسه در سن ۱۸ سالگی، در سال ۱۷۴۹ فارغ‌التحصیل شد. او سپس چندین سال در مدرسه لاتین بوستون و در لولنبرگ، ماساچوست مشغول تدریس بود. او همچنین با سفرهایی به کارولینا، آزور و اسپانیا و نیز با سفر دریایی به گرینلند، مبادرت به شغل بازرگانی نمود. پین در سال ۱۷۵۵ شروع به مطالعهٔ حقوق به همراه پسر عموی مادرش در لنکستر، ماساچوست کرد.
پین در کراون پوینت اکسپدیشن به عنوان کشیش خدمت کرد. پس از بازگشت به زندگی غیرنظامی، گاهی به مؤعظه پرداخت و تحصیلات حقوقی خود را ادامه داد. در سال ۱۷۵۶ او به بوستون بازگشت تا درس و تمرین حقوق را همراه با ساموئل پرات ادامه دهد و در سال ۱۷۵۷ در دادگستری پذیرفته شد. او ابتدا در نظر داشت کار وکالت خود را در پورتلند سازماندهی کند، (بعدها بخشی از ماساچوست ولی در هم‌اکنون در مِین واقع شده‌است) ولی در عوض در سال ۱۷۶۱ به تانتون، ماساچوست نقل مکان کرد و سپس در سال ۱۷۸۰ به بوستون بازگشت.

## حرفهٔ حقوقی

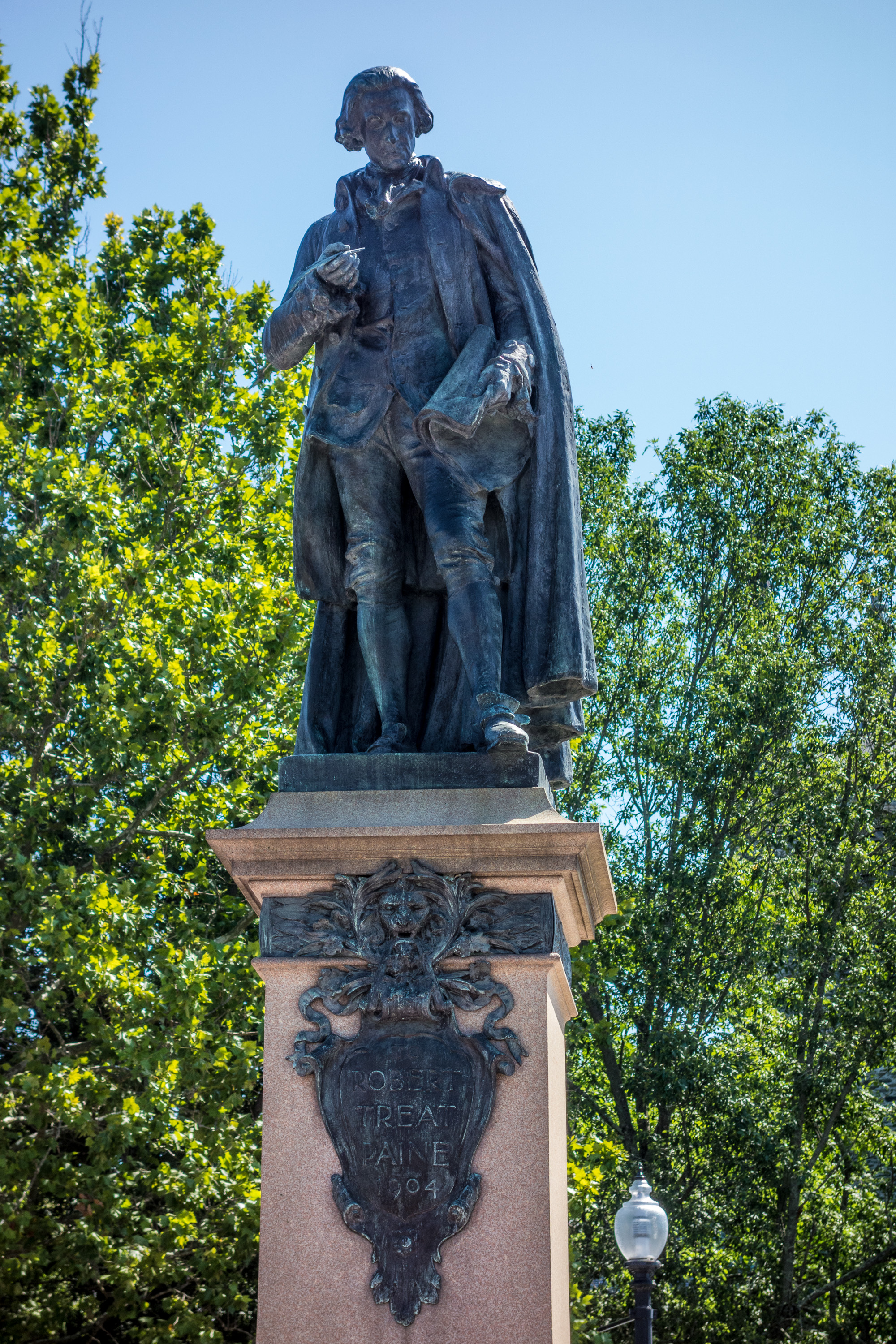
مجسمه رابرت تریت پین

در سال ۱۷۶۸ او یکی از نمایندگان مجمع ایالتی بود که برای ملاقات در بوستون فراخوانده شده بودند. پین به همراه ساموئل کوئینسی در پی کشتار بوستون در ۵ مارس ۱۷۷۰ سروان توماس پرستون و سربازان انگلیسی را پیگرد قانونی کرد. جان آدامز مخالف رایزنی بود و موفق شد با استدلال خود، هیئت منصفه را تحت تأثیر قرار دهد و بیشتر نیروها رها شدند.
پین میان سال‌های ۱۷۷۳ تا ۱۷۷۴ در دادگاه عمومی ماساچوست، میان سال‌های ۱۷۷۴ تا ۱۷۷۵ در کنگرهٔ استانی و در طول سال‌های ۱۷۷۴ تا ۱۷۷۶ به عنوان نمایندهٔ ایالت ماساچوست در کنگره قاره‌ای خدمت کرده‌است. او در کنگره درخواست نهایی (عریضهٔ شاخه زیتون در سال ۱۷۷۵) را به پادشاه امضا کرد و به تنظیم قوانین مناظره و به دست آوردن باروت در جنگ پیش‌رو، کمک کرد. او همچنین در سال ۱۷۷۶ یکی از امضاءکنندگان اعلامیه استقلال بود.
پین در پایان دسامبر سال ۱۷۷۶ به ماساچوست بازگشت و در سال ۱۷۷۷ سخنگوی مجلس نمایندگان ماساچوست، عضو شورای اجرایی در سال ۱۷۷۹، عضوی از کمیتهٔ طرح‌ریزی قانون اساسی ایالت در سال ۱۷۸۰ بوده‌است. وی میان سال‌های ۱۷۷۷ تا ۱۷۹۰ دادستان کل ماساچوست به دنبال محاکمه‌های خیانت در پی شورش شای بود. کفیل او، بنجامین کنت دادستان کل اجرایی در سال‌های ۱۷۷۷ تا ۱۷۸۵ بود. او در سال ۱۷۸۰ عضو با امتیازات ویژهٔ فرهنگستان هنر و علوم آمریکا بود. او بعدها از سال ۱۷۹۰ قاضی دادگاه عالی ایالتی شد تا آنکه در سال ۱۸۰۴ بازنشسته شد.

## مرگ و میراث
پین در سن ۸۳ در سال ۱۸۱۴ چشم از جهان فروبست و در گورستان انبار غله بوستون به خاک سپرده شد. بسیاری از مقالات وی، از جمله مکاتبات و یادداشت‌های حقوقی‌اش امروزه در انجمن تاریخی ماساچوست نگهداری می‌شوند. پین معتقد کلیسای کنگره‌گرایان و مسیحی مذهبی بود. پین زمانی که کلیسای وی که نخستین کلیسا در بوستون بود، به یونیتارینیسم نقل مکان کرد، همان مسیر را در پیش گرفت. مجسمه‌ای از پین توسط ریچارد ای. بروکس در سال ۱۹۰۴ در کلیسای گرین تاونتون ساخته شد. پین یکی از برگزیدگان واشینگتن دی سی در یادبود ۵۶ امضاءکنندهٔ اعلامیهٔ استقلال است.
پین با سالی کاب، دختر توماس و لیدیا (نام خانوادگی قبل از ازدواجش لئونارد بود) کاب و خواهر ارتشبد دیوید کاب، در ۱۵ مارس ۱۷۷۰ ازدواج کرد. همسرش ۱۵ مه ۱۷۴۴ چشم به جهان گشود و در ۶ ژوئن ۱۸۱۶ از دنیا رفت.

### کتابشناسی
- Robert Treat Paine Papers Digital Edition.
- The Papers of Robert Treat Paine, ed. Stephen T. Riley and Edward W. Hanson, vol. 1, 1746–1756, Collections of the Massachusetts Historical Society 87 (Boston: Massachusetts Historical Society, 1992).
- The Papers of Robert Treat Paine, ed. Stephen T. Riley and Edward W. Hanson, vol. 2, 1757–1774, Collections 88, (1992).
- The Papers of Robert Treat Paine, ed. Edward W. Hanson, vol. 3, 1774–1777, Collections 89, (2005).
- The Papers of Robert Treat Paine, ed. Edward W. Hanson, vol. 4, 1778–1786, Collections 92, (2018).